# Gevorkt contrastpootje
Het gevorkt contrastpootje (Trichoncus saxicola) is een spinnensoort in de taxonomische indeling van de hangmatspinnen (Linyphiidae).
Het dier behoort tot het geslacht Trichoncus. De wetenschappelijke naam van de soort werd voor het eerst geldig gepubliceerd in 1861 door Octavius Pickard-Cambridge.